# Maybe I’m Dreaming
Maybe I’m Dreaming — дебютный студийный альбом американского синти-поп проекта Owl City, изданный 17 марта 2008 года. Несмотря на то, что альбом был выпущен независимо, без лейбла, ему удалось попасть на 13 место в Billboard Top Dance/Electronic Albums. Песня «The Technicolor Phase» из альбома Maybe I’m Dreaming была включена в альбом «Almost Alice — сборник песен разных музыкантов, вдохновлённых фильмом Алиса в Стране чудес».
После неожиданного успеха второго студийного альбома Owl City, Ocean Eyes, Maybe I’m Dreaming был переиздан и выпущен лейблом Universal Republic 30 марта 2010 года.
Официальный клип на песню «Early Birdie» был снят в марте 2008 года друзьями Адама, братьями, Энди и Тони Джонсонами (из группы Windsor Airlift), а затем был выпущен на YouTube 13 января 2011 года.

## Список композиций
| №   | Название                | Длительность |
| --- | ----------------------- | ------------ |
| 1.  | «On the Wing»           | 5:04         |
| 2.  | «Rainbow Veins»         | 4:40         |
| 3.  | «Super Honeymoon»       | 3:22         |
| 4.  | «The Saltwater Room»    | 4:52         |
| 5.  | «Early Birdie»          | 4:15         |
| 6.  | «Air Traffic»           | 3:04         |
| 7.  | «The Technicolor Phase» | 4:27         |
| 8.  | «Sky Diver»             | 2:48         |
| 9.  | «Dear Vienna»           | 3:58         |
| 10. | «I’ll Meet You There»   | 4:16         |
| 11. | «This Is the Future»    | 2:51         |
| 12. | «West Coast Friendship» | 4:03         |

## Участники
Owl City
- Адам Янг - вокал, клавиши, синтезаторы, ударные, программирование, микширование.

Другие музыканты
- Бриан Дюрен - дополнительный вокал на дорожках 1, 4, и 6
- Остин Тофт - дополнительные гитара и инструмент, дополнительный вокал на треке 1 и 2.

## Чарты
| Чарты (2009/2010)                      | Наивысшее место |
| -------------------------------------- | --------------- |
| Великобритания (UK Dance Albums Chart) | 6               |
| US Dance/Electronic Albums (Billboard) | 16              |